# Csikéria
Csikéria (horvátul: Čikerija; németül: Tschikri, Tschickern) község Bács-Kiskun vármegye Bácsalmási járásában.

## Fekvése
Bács-Kiskun vármegye délkeleti részén található, Szerbiával határos település a Bácskában; közvetlenül Szabadka városa mellett, annak nyugati szomszédságában fekszik.
A szomszédos települések a határ magyar oldalán: észak felől Tompa, délkelet felől Kunbaja, nyugat felől Bácsszőlős, északnyugat felől pedig Mélykút.

### Megközelítése
A település legfontosabb közúti megközelítési útvonala az 5501-es út, ezen érhető el Baja és Tompa irányából is. Határszélét érinti még északon a Mélykútra vezető 5502-es és a Bácsszőlősre vezető 5507-es út is; a falut egykor Szabadkával összekötő út ma (csak az országhatárig) az 55 108-as útszámozást viseli.
A községet vasúton a Szabadka–Baja-vasútvonalon lehetett megközelíteni, de a forgalmat 1960. november 1-től beszüntették. A sínek még megvannak, de a pálya már járhatatlan, így ma a legközelebbi vasúti csatlakozási lehetőség Bácsalmás vasútállomás.

## Története
1920 előtt Szabadkához tartozott, ahol a Sebesity és Verusity pusztákon át a Tiszába ömlő Csík-ér körüli földrész elnevezése volt. A mai magyar Csikéria nevű település a kényszerből született trianoni szerződésnek köszönheti önálló létét. Alsó-Csikéria szerb, míg Felső-Csikéria magyar területre került. 1921 augusztusban szabadult fel a szerb megszállás alól Felső-Csikéria. (Felső-)Csikériát 1922-ben szervezték községgé. Tisztségviselőit 1924-ben választották meg. Hivatalosan 1930 óta Csikéria a település neve. 
1922 után katolikus plébánia alakult, valamint templom, iskola, és orvosi rendelő is épült.
1945-ben 8 férfit vittek el innen málenkij robotra. 1956-ban nemzeti bizottság alakult itt is, 1957-től megkezdődtek a megtorlások.

## Nevének eredete
A község nevét a Csík-érről kapta, melynek medre a mai napig megtalálható. [forrás?]

## Közélete

### Polgármesterei
- 1990–1994: Dr. Rácz István (független)[6]
- 1994–1998: Neszvecskóné Bugán Erika (független)[7]
- 1998–2002: Neszvecskóné Bugán Erika (független)[8]
- 2002–2006: Neszvecskóné Bugán Erika (független)[9]
- 2006–2010: Neszvecskóné Bugán Erika (független)[10]
- 2010–2014: Neszvecskóné Bugány Erika (független)[11]
- 2014–2019: Korbély László (független)[12]
- 2019–2024: Korbély László (Fidesz-KDNP)[13]
- 2024– : Szőkéné Szedő Szilvia (független)[1]

## Népesség
A település népességének változása:
| Lakosok száma | 868  | 855  | 780  | 748  | 655  | 650  | 629  |
|               | 2013 | 2014 | 2018 | 2021 | 2022 | 2023 | 2024 |

2001-ben a lakosság 2,8%-a horvát nemzetiségűnek vallotta magát.
A 2011-es népszámlálás során a lakosok 89,3%-a magyarnak, 0,2% cigánynak, 12,2% horvátnak, 10,5% németnek, 0,2% románnak, 0,6% szerbnek, 0,2% szlováknak mondta magát (9,7% nem nyilatkozott; a kettős identitások miatt a végösszeg nagyobb lehet 100%-nál). A vallási megoszlás a következő volt: római katolikus 61%, református 3,8%, felekezeten kívüli 5,5% (28,5% nem nyilatkozott).
2022-ben a lakosság 86,1%-a vallotta magát magyarnak, 5,5% horvátnak, 4,6% németnek, 0,6% szerbnek, 0,2% lengyelnek, 0,8% egyéb, nem hazai nemzetiségűnek (12,7% nem nyilatkozott; a kettős identitások miatt a végösszeg nagyobb lehet 100%-nál). Vallásuk szerint 48,1% volt római katolikus, 3,8% református, 0,6% görög katolikus, 0,6% egyéb keresztény, 0,5% egyéb katolikus, 9% felekezeten kívüli (37,4% nem válaszolt).

## Nevezetességei
- Neoromán stílusú katolikus templom (1929)